# آرامگاه درویش امیر
بُقعهٔ درویش امیر مربوط به سدهٔ ۹ ه‍.ق یا به روایتی مربوط به سده پنجم قمری است و در شهرستان نوشهر، بخش کجور، روستای لاشک واقع شده و این اثر در تاریخ ۱۰ خرداد ۱۳۸۲ با شمارهٔ ثبت ۸۷۹۲ به‌عنوان یکی از آثار ملی ایران به ثبت رسیده است.
به این آرامگاه، «بقعه درویش خیل» هم گفته شده و در منطقه ناسنگ قرار دارد.‌‌ گفته می‌شود در این محل دو تن از بزرگان به نام‌های «حسن» و «یوسف» به خاک سپرده شده‌اند.
بقعه تاریخی درویش امیر در نزدیکی کندلوس و روستای لاشک کجور واقع شده و در وضعیت نابسامانی قرار دارد. این بنا به دلیل نبود بودجه کافی و حفاری‌های غیرمجاز، در آستانه فروپاشی است.